# Jan Olschowsky
Jan Olschowsky (Neuss, 18 novembre 2001) è un calciatore tedesco, portiere dell'Alemannia Aquisgrana, in prestito dal Borussia M'gladbach.

## Carriera

### Club
Olschowsky ha iniziato la sua carriera calcistica nel 2008 nelle giovanili dell'SV Glehn. Nel luglio 2009 si è trasferito al Borussia M'gladbach e ha attraversato tutte la trafila delle squadre giovanili del club. Ha esordito con la squadra riserve nella vittoria per 2-1 contro l'SV 19 Straelen all'età di 16 anni.
Nel luglio del 2020, Olschowsky ha firmato un contratto professionistico con il Borussia Mönchengladbach valido fino al 30 giugno 2023. Con il portiere titolare Yann Sommer e il suo sostituto Tobias Sippel indisponibili a causa di un infortunio, ha esordito in Bundesliga l'8 novembre 2022 contro il Bochum.
Il 9 gennaio 2025 passa in prestito all'Alemannia Aquisgrana, squadra militante in 3. Liga.

### Nazionale
Ha giocato nelle nazionali giovanili tedesche Under-18, Under-19 ed Under-20.

## Statistiche

### Presenze e reti nei club
Statistiche aggiornate al 21 maggio 2023.
| Stagione        | Squadra                | Campionato      | Campionato | Campionato | Coppe nazionali | Coppe nazionali | Coppe nazionali | Coppe continentali | Coppe continentali | Coppe continentali | Altre coppe | Altre coppe | Altre coppe | Totale | Totale |
| Stagione        | Squadra                | Comp            | Pres       | Reti       | Comp            | Pres            | Reti            | Comp               | Pres               | Reti               | Comp        | Pres        | Reti        | Pres   | Reti   |
| --------------- | ---------------------- | --------------- | ---------- | ---------- | --------------- | --------------- | --------------- | ------------------ | ------------------ | ------------------ | ----------- | ----------- | ----------- | ------ | ------ |
| 2018-2019       | Borussia M'gladbach II | RL              | 2          | -?         |                 | -               | -               | -                  | -                  | -                  | -           | -           | -           | 2      | -?     |
| 2019-2020       | Borussia M'gladbach II | RL              | 18         | -?         |                 | -               | -               | -                  | -                  | -                  | -           | -           | -           | 18     | -?     |
| 2020-2021       | Borussia M'gladbach II | RL              | 26         | -?         |                 | -               | -               | -                  | -                  | -                  | -           | -           | -           | 26     | -?     |
| 2021-2022       | Borussia M'gladbach II | RL              | 16         | -?         |                 | -               | -               | -                  | -                  | -                  | -           | -           | -           | 16     | -?     |
| 2022-2023       | Borussia M'gladbach II | RL              | 11         | -?         |                 | -               | -               | -                  | -                  | -                  | -           | -           | -           | 11     | -?     |
| 2022-2023       | Borussia M'gladbach    | L1              | 4          | -?         | CF              | 0               | 0               | -                  | -                  | -                  | -           | -           | -           | 4      | -?     |
| Totale carriera | Totale carriera        | Totale carriera | 77         | -?         |                 | 0               | 0               |                    | -                  | -                  |             | -           | -           | 77     | -?     |